# Ramón de Cárdenas
Ramón de Cárdenas y Pastor (Madrid, 9 aprile 1884 – Dénia, 31 ottobre 1943) è stato un avvocato spagnolo, noto per essere stato il 4º presidente dell'Atlético Madrid, dal 1909 al 1912.

## Biografia
Nato nel 1884 da Ramón de Cárdenas y Padilla, giornalista de L'Avana appartenente alla nobiltà spagnola, e  da Enriqueta Pastor y Mora. Era altresì fratello degli architetti Manuel de Cárdenas Pastor e Ignacio de Cárdenas Pastor. Fu tra i fondatori dell'Athletic Club de Madrid e nel 1909 ne conseguì la presidenza, battendo il presidente uscente Ricardo de Gondra. Durante il suo mandato la squadra vinse per la prima volta una partita contro il Madrid FC. Cárdenas fece, inoltre, iniziare i lavori per la messa a punto del campo O'Donnell.
Quella di Cárdenas fu una presidenza difficile, caratterizzata da pessimi risultati sportivi, da un'economia debilitata, dalla diminuzione del numero dei soci e dalla forte dipendenza dall'Athletic Bilbao. Il 22 gennaio 1911, per la prima volta nella propria storia, il club Athletic de Madrid indossò la casacca biancorossa.